# Средно училище „Д-р Петър Берон“ (Болярово)
Средно училище „Д-р Петър Берон“ е гимназия в град Болярово, област Ямбол. Създадена е през 1852 г. Патрон на училището е Петър Берон. То е разположено на ул. „Васил Левски“ № 8 а. През учебната 2022/2023 г. в него се обучават над 160 деца. От 2021 г. директор на училището е Дора Карагьозова.

## История
Училището е правоприемник на първото българско училище в Болярово, открито през 1852 г. През 1961 г. е открит корпус, който разполага с осем класни стаи и библиотека. През 1989 г. е открит нов корпус на училището, в който се помещават осем класни стаи, два компютърни кабинета, хранилища, лекарски кабинет, стол и физкултурен салон.